# Mezinárodní letiště Krále Chálida
Mezinárodní letiště Krále Chálida (arabsky مطار الملك خالد الدولي‎, ICAO: OERK, IATA: RUH) je mezinárodní letiště u Rijádu, hlavního města Saúdské Arábie. Leží přibližně třicet kilometrů severně od města a je pojmenováno po čtvrtém saúdskoarabském králi, Chálidu bin Abd al-Azízovi.
Letiště bylo otevřeno v roce 1983 a nahradilo starší letiště Rijád, které leží blíže centru města a po otevření nového letiště zůstalo v provozu jako vojenská letecká základna Rijád Saúdského královského letectva.
Toto letiště je leteckou základnou pro leteckou společnost Saudia a nízkonákladovou aerolinii Flynas.